# Посланник (серия комиксов)
«Посланник» (англ. Descender) — серия комиксов, которую в 2015—2018 годах издавала компания Image Comics.

## Синопсис
Серия повествует о роботе, выживающем в мире, где андроиды стали вне закона. Ему предстоит скрываться от охотников за головами.

## Коллекционные издания
| Название                              | Тип              | Дата выхода      | Собранный материал | Кол-во страниц | ISBN                       |
| ------------------------------------- | ---------------- | ---------------- | ------------------ | -------------- | -------------------------- |
| Descender, Vol. 1: Tin Stars          | Мягкая обложка   | 9 сентября 2015  | Descender #1-6     | 160            | 978-1632154262, 1632154269 |
| Descender, Vol. 2: Machine Moon       | Мягкая обложка   | 4 мая 2016       | Descender #7-11    | 116            | 978-1632156761, 1632156768 |
| Descender, Vol. 3: Singularities      | Мягкая обложка   | 14 декабря 2016  | Descender #12-16   | 128            | 978-1632158789, 1632158787 |
| Descender, Vol. 4: Orbital Mechanics  | Мягкая обложка   | 21 июня 2017     | Descender #17-21   | 120            | 978-1534301931, 1534301933 |
| Descender, Vol. 5: Rise of the Robots | Мягкая обложка   | 10 января 2018   | Descender #22-26   | 120            | 978-1534303454, 1534303456 |
| Descender, Vol. 6: The Machine War    | Мягкая обложка   | 19 сентября 2018 | Descender #27-32   | 120            | 978-1534306905, 1534306900 |
| Descender Deluxe Edition, Vol. 1      | Твёрдый переплёт | 13 декабря 2017  | Descender #1-16    | 400            | 978-1534303461, 1534303464 |
| Descender Deluxe Edition, Vol. 2      | Твёрдый переплёт | 27 ноября 2019   | Descender #17-32   | 424            | 978-1534314559, 1534314555 |

## Реакция

### Отзывы критиков
На сайте Comic Book Roundup серия имеет оценку 8,2 из 10 на основе 227 рецензий. Джефф Лейк из IGN дал первому выпуску 9 баллов из 10 и написал, что «сильный сценарий Лемира делает TIM-21 тем, за кого стоит переживать». Мэтт Литтл из Comic Book Resources, обозревая дебют, посчитал, что «у „Посланника“ большой потенциал». Чейз Магнетт из ComicBook.com поставил первому выпуску оценку «A-» и назвал «потрясающим дебютом». Ричард Грей из Newsarama присвоил дебюту 9 баллов из 10 и сравнил его с другим комиксом Лемира под названием Trillium. Коллега Грея, Пирс Лидон, дал первому выпуску такую же оценку и отметил, что «Лемир и Нгуен быстро строят лор, не забывая о персонажах». Мэтью Макграт из Comics Bulletin вручил дебюту 4 звезды из 5 и посчитал, что «история недостаточно оригинальна, чтобы брать её ежемесячно, но покупка сборника в мягкой обложке стоила бы того». Тони Герреро из Comic Vine поставил первому выпуску 5 звёзд из 5 и написал, что «мы видели много разных жанров, но выход Джеффа Лемира и Дастина Нгуена на научно-фантастическую арену — это великолепно».

### Продажи
Ниже представлен график продаж сборников комикса за их первый месяц выпуска на территории Северной Америки.

## Сиквел
В 2019 году Лемир и Нгуен объявили, что снова объединятся для работы над прямым сиквелом комикса под названием Ascender, действие которого происходит через десять лет после завершения «Посланника». В новой истории рассказывается о Миле, дочери двух персонажей из первого комикса, Энди и Эффи, а действие происходит в мире, где магия почти полностью заменила машины.

## Телесериал
В январе 2015 года Sony Pictures приобрела права на экранизацию комикса. В том же месяце было объявлено, что Лемир и Нгуен будут исполнительными продюсерами. В июне 2020 года Lark Productions, филиал NBCUniversal, объявила о приобретении эксклюзивных прав на телевизионную адаптацию «Посланника»; Лемир и Нгуен по-прежнему остаются продюсерами.

### Комментарии
1. ↑  Русскоязычное название — «Посланник. Книга первая: Оловянные звёзды»[2].
2. ↑  Русскоязычное название — «Посланник. Книга вторая: Механическая луна»[4].
3. ↑  Русскоязычное название — «Посланник. Книга третья: Сингулярности»[6].